# Pseudopoda sinapophysis
Pseudopoda sinapophysis là một loài nhện trong họ Sparassidae.
Loài này thuộc chi Pseudopoda. Pseudopoda sinapophysis được miêu tả năm 2007 bởi Peter Jäger & Vedel.